# Museo de Arte Contemporáneo de Elche
El museo de Arte Contemporáneo de Elche es el museo de arte moderno y contemporáneo más importante de Elche, España. Su objetivo es investigar y difundir el arte del siglo XX y está especialmente dedicado a los artistas de las vanguardias valencianas que desarrollaron la renovación plástica de postguerra.
Fue fundado por los miembros del Grup d'Elx, los artistas Joan Castejón, Albert Agulló,  Antoni Coll y Sixto Marco. También contribuyeron a su fundación algunos críticos de arte, como Vicente Aguilera Cerní y Ernest Contreras.

## Historia
El museo se encuentra situado en el barrio del Raval de San Juan Bautista, donde en época medieval se encontraba la población de origen andalusí, y fue bautizada en 1526. Más tarde, una vez expulsados los moriscos en el siglo XVII, se construyó una universidad en 1655. Posteriormente, en 1978, después de realizarse la remodelación del edificio, se destinó a albergar el museo de arte contemporáneo.

## Colección permanente
La colección del museo se expone de forma permanente en sus salas. Sus fondos  ilustran las manifestaciones artísticas básicas del arte del siglo XX en la Comunidad Valenciana. Por tanto, la colección pertenece a un contexto histórico y artístico de gran peso de este país. El museo se organiza en cuatro salas en las que se puede ver una colección variada, en el cual hay dos corrientes pictóricas vanguardistas de los años 1950 y 1980: el arte abstracto, y el arte figurativo o realista. Algunos de los artistas que forman parte de la colección son Juana Francés, Manuel Rivera, Eusebio Sempere, Arcadio Blasco, José Hernández, Albert Ràfosl Casamada, Antoni Miró, y Salvador Victoria.